# تاريخ بغداد 1831-1917

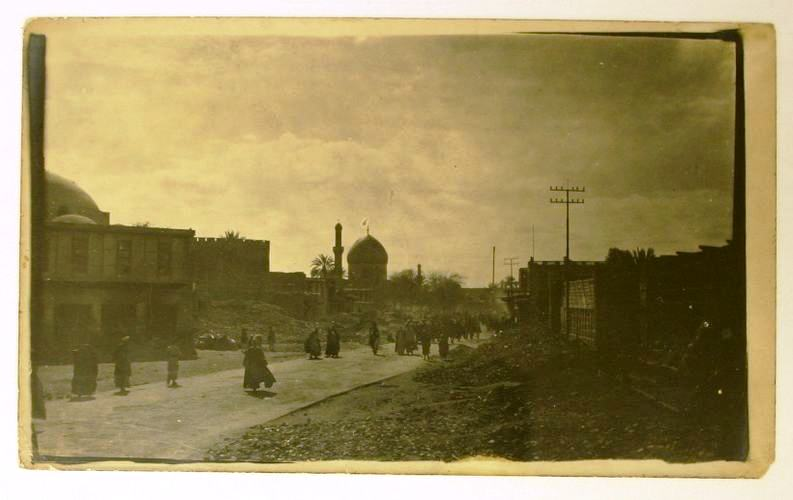
بغداد في عام 1917

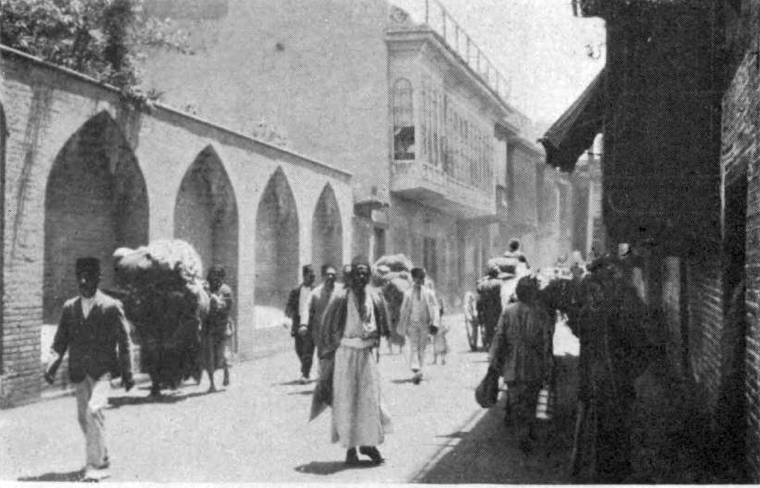
مشهد شارع في بغداد عام 1918

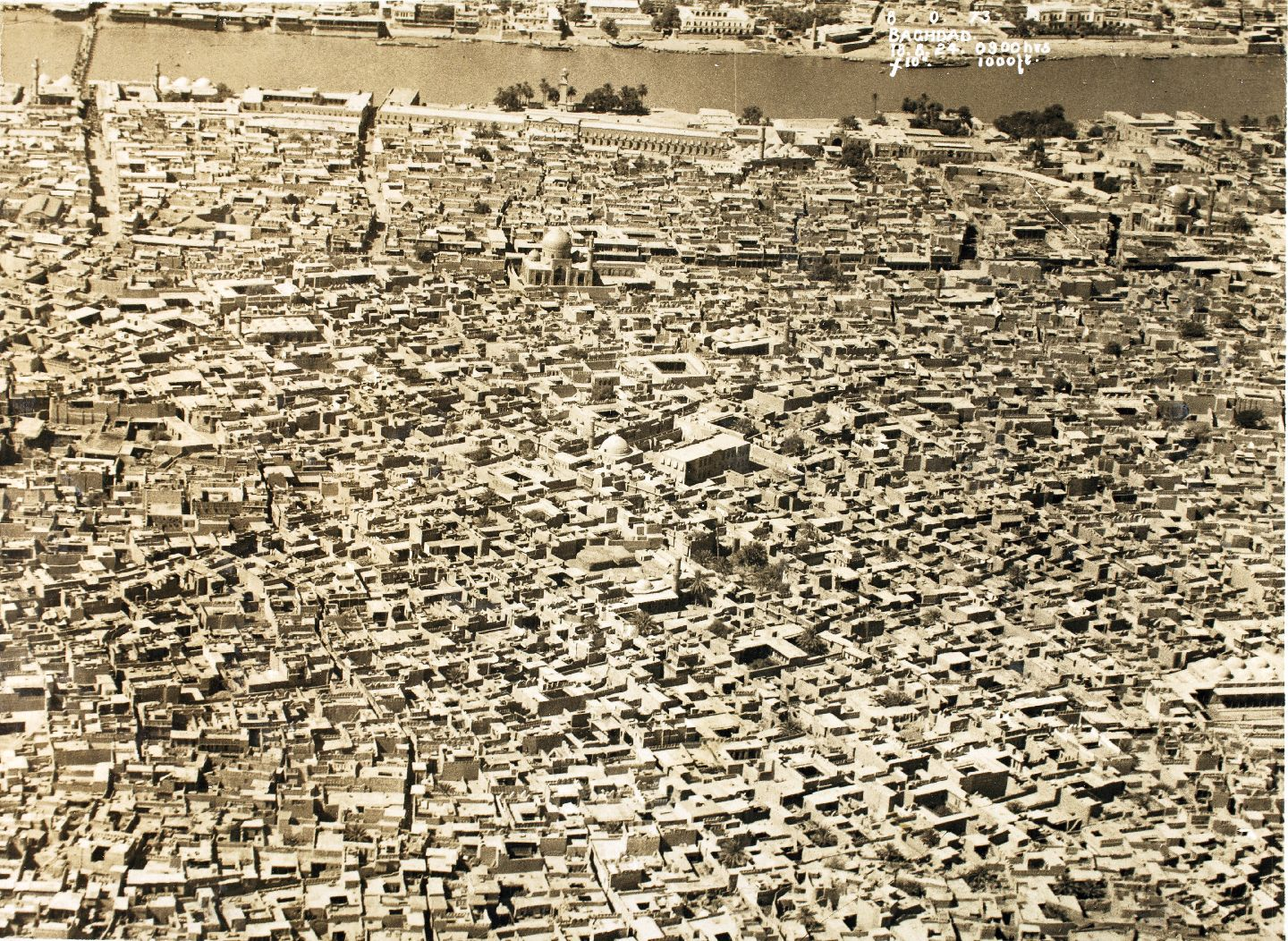
مشهد لجانب الرصافة من بغداد في عام 1924

تاريخ بغداد بعد سقوط المماليك يراد به الفترة الزمنية الممتدة من سقوط حكم المماليك في عام 1831 حتى تولي علي رضا باشا منصب الوالي بعد عزل داود باشا من منصبه والذي كان يعد آخر حكام المماليك في العراق إلى سقوطها في يوم 11 أذار - مارس من سنة 1917 من قبل الإمبراطورية البريطانية وهروب خليل باشا (خليل كوت) ومن معه من قادة الجيش العثماني والذي كان آخر والي عليها خلال الحرب العالمية الأولى. وقد دامت هذه الحقبة الزمنية حوالي 86 عامًا وخلال هذه الفترة الزمنية تولى بغداد عدد من الولاة العثمانيين شهدت بغداد خلالها العديد من الأحداث والوقائع الهامة في تاريخها حيث قدم إليها في سنة 1853 الميرزا حسين نوري والذي عرف لاحقا باسم بهاء الله ومكث في المدينة إلى غاية سنة 1863 حيث قام بتأسيس الدين البهائي في المدينة. شهدت بغداد تطورا كبيرا في عهد اثنين من ولاتها وهما مدحت باشا ونامق باشا (الصغير), كانت سنين ولاية مدحت باشا الممتدة ما بين عامي 1869 إلى عام 1872 تعد من أفضل الفترات التي شهدت فيها بغداد نموا اقتصاديا وعمرانيا كبيرا. ويأتي من بعده نامق باشا (الصغير) حيث شهد عهده تطورا إيجابيا في بغداد كما كان في عهد الوالي السابق مدحت باشا. عانت المدينة من فيضان مدمر في جانبها الشرقي في اواخر عام 1914 حيث أدى هذا الفيضان إلى غرق العديد من أحياء المدينة كان خليل باشا والذي تولى منصب الولاية وقيادة الجيوش العثمانية في العراق يعد آخر والي عثماني على المدينة (1915 - 1917) حيث احتلت المدينة في صبيحة يوم الأحد الموافق 11 أذار من قبل الجيش البريطاني من دون وجود أية مقاومة فعلية تذكر من قبل الجانب العثماني.

## علي رضا باشا
علي رضا باشا أو كما كان يسمى بعلي باشا هو أول الولاة الذين حكموا بغداد بعد القضاء على حكم المماليك في العراق في سنة 1831.، وقد دامت مدة ولايته على بغداد حوالي إحدى عشر عامًا ما بين عامي 1831 إلى عام 1842 وتمثل ولايته بداية عهد جديد في العراق هو عهد العودة إلى طاعة الدولة العثمانية بعد سنين من الحكم شبه المستقل عن حكم الدولة العثمانية. علي رضا باشا هو من أهل مدينة طرابزون الواقعة على البحر الأسود ويعتبر أحد اتباع الطريقة البكتاشية. وقد قام علي باشا بعد وصوله إلى بغداد بتصفية ماتبقى من المماليك الموجودين في العراق وذلك بالقيام بمذبحة شاملة ضدهم كالتي قام بها والي مصر محمد علي باشا بعد توليه الحكم هناك. كان لعلي باشا ثلاثة معاونين يساعدوه في الحكم وهم كل من علي آغا اليسرجي وعبد القادر بن زيادة الموصلي وعلي أفندي الذي اشتهر في بغداد باسم الملا علي الخصي ولم يكن هؤلاء المعاونين الثلاثة يحسنون معاملة أهالي المدينة ابدا. وفي 28 أيار - مايو من عام 1832 اندلعت في بغداد ثورة شعبية بقيادة عبد الغني آل جميل غير أن الوالي علي باشا تمكن من القضاء على هذه الثورة الشعبية التي اجتاحت بغداد. كان علي باشا هو أول والي عثماني يسمح بإقامة مجالس العزاء الحسينية علانية وذلك في عام 1832 عندما حضر الوالي مجلس عزاء لدى إحدى الأسر الشيعية. وفي سنة 1835 جرى انتخاب المختارين لمحلات بغداد فصار لكل محلة مختار أول وثاني مع إمام يقوم بشؤون الزواج بالاتفاق مع المختارين.

### عنِزَة تهدد بغداد
تعد قبيلة عنزة إحدى عشائر العراق البدوية القوية، إذ جاءت من نجد منذ عهد قريب. وفي صيف عام 1832 عندما كانت قبيلة شمر تهدد بغداد أرسل الوالي علي باشا بطلب عشيرة عنزة لكي يستعين بها لقتالها. وعند وصول عشيرة عنزة انسحبت شمر من المناطق المجاورة لبغداد من دون قتال وبقيت عنزة بالقرب من بغداد تطالب الوالي بالمكافأة التي وعدها إياهم أثناء قدومهم لقتال شمر. وتوترت بعدها العلاقة ما بين الوالي وعنزة اضطر علي باشا عندها للاستعانة بشمر لقتالهم. ثم نشبت يوم 12 تشرين الثاني 1834 معركة طاحنة بالقرب من بغداد بين عنزة وبين جيش علي باشا تسانده شمر. وقد انتصرت عنزة في المعركة إلا أنهم تركوا جيش الوالي العثماني وراحوا يطاردون خصومهم من شمر. وبعد انتهاء المعركة أصبحت المناطق المحيطة ببغداد في حالة من الفوضى وفقدان الأمن فقد سيطرت عشيرة عنزة على القرى والطرق المحيطة هناك.

### عشيرة عقيل
بينما الفوضى سائدة خارج اسوار مدينة بغداد بدأ التوتر داخل بغداد بين جيش الوالي علي باشا وعشيرة عقيل والتي تسكن في منطقة الكرخ على الجانب الغربي من بغداد. وسبب هذا التوتر هو اشتراك افراد من عشيرة عقيل في السلب والنهب التي كانت تعم المناطق المحيطة ببغداد، فنشبت يوم 4 كانون الأول من سنة 1834 معركة بين كلا الجانبين واستمرت حتى حلول المساء حيث انتهت بانتصار جيش الوالي. وبعد المعركة قام جنود الوالي بنهب الكرخ من دور واسواق واشعلوا النيران في الأسواق. فامتلأت الرصافة والتي تقع على الجانب الشرقي من بغداد باللاجئين من الكرخ.

## تاريخ بغداد مابين عامي 1842 - 1852

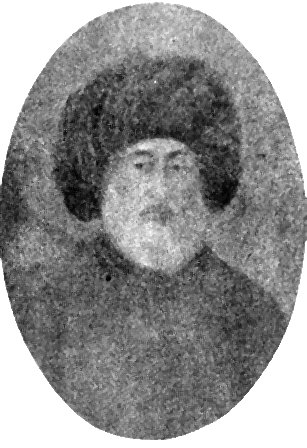
محمد نجيب باشا والي بغداد مابين عامي 1842 إلى عام 1849

في شهر نيسان - ابريل نُقِل علي رضا باشا إلى الشام وحل محله في ولاية بغداد الوالي محمد نجيب باشا الذي وصلها في شهر ايلول - سبتمبر. وبما أن الوالي الجديد كان ميالا في علاقاته مع القناصل المعتمدين في بغداد مع القنصل البريطاني مما سبب غيرة وامتعاض القنصل الفرنسي في بغداد البارون دي فيمار، حيث كانت علاقات الطرفين تمر خلالها بمرحلة شد وجذب. واستمرت العلاقات متوترة بين الوالي والقنصل الفرنسي إلى أن تحسنت في صيف 1844. واستمرت علاقتهما جيدة إلى أن حل عيد الفطر سنة 1261 هجري والموافق يوم 3 تشرين الأول 1845 عندما وجد القنصل الفرنسي أن القنصل البريطاني قد سبقه إلى تهنئة الوالي ففسر الأمر بأنه تواطؤ من الوالي لأهانة كرامة فرنسا، فعمد إلى إرسال مستشاره ليقوم بمراسم التهنئة بدلا عنه. فأثار ذلك غضب محمد نجيب باشا. وبلغت أزمة العلاقات بين الوالي والقنصل الفرنسي ذروتها في 1846 حين اقتحم جنود مدججون بالسلاح مبنى القنصلية الفرنسية ورفض الوالي معاقبة هؤلاء الجنود المقتحمين. فتطور الأمر حتى طلبت السفارة الفرنسية في إسطنبول من الباب العالي بتوجيه توبيخ صارم للوالي محمد نجيب باشا. مما جعل محمد نجيب باشا يقيم حفلة استقبال على شرف القنصل الفرنسي وأعترف له بالأولوية على القنصل البريطاني. وفي تموز 1849 عزل نجيب باشا من منصبه وحل محله عبد الكريم نادر باشا. وقد عزل هذا بدوره في شهر كانون الأول 1850 وحل محله الوالي محمد وجيه باشا، ثم عزل هذا أيضا بعد مضي سنة واحدة وحل محله نامق باشا. وقد كان نامق باشا قبل تعينه بمنصب والي بغداد مشيرا في فيلق العراق وقد اختلف مع الوالي محمد وجيه باشا حول الطريقة التي ينبغي أن يحكم بها العراق وبالأخص بموضوع ثورة العشائر بمنطقة الفرات الأوسط وقد أدى هذا الأمر إلى استقالة محمد وجيه باشا بعد تأييد إسطنبول لرأي نامق باشا في معاملة ثورة العشائر التي نشبت آنذاك. امتاز نامق باشا بشدته في الحكم وكان أيضا بنفس الشدة على الأجانب الساكنين. وقد عزل نامق باشا من منصبه بعد مشكلة حدثت مع صيرفي مسيحي يحمل الرعوية الفرنسية عندما لم يترجل هذا الصيرفي من حصانه عند مرور موكب نامق باشا، فتعرض للضرب من جنود الوالي، وقد أدت هذه الحادثة إلى عزل الوالي.

### الدعوة البابية
ظهرت الدعوة البابية في مدينة شيراز سنة 1844 بظهور الباب وهو علي بن محمد رضا الشيرازي. وبعد انتشار الدعوة في بلاد فارس أرسل الباب أحد حروف الحي وهو الملا علي البسطامي إلى العراق، حيث وصل مدينتي كربلاء والنجف ليبشر بالدعوة الجديدة وبعد جدل مع علماء النجف القي القبض عليه وسيق به مخفورا إلى بغداد. فأدخل إلى الوالي محمد نجيب باشا الذي عمد إلى عقد مجلس عام لمحاكمته مؤلف من علماء الشيعة والسنة معا، وهو أول مجلس في الدولة العثمانية يجتمع فيه علماء الطائفتين معا. وقد إرتج المجتمع البغدادي عند سماعه بانعقاد هذا المجلس وراجت مختلف الإشاعات حوله وظن عوام الناس من أن علماء كلا الطائفتين لا يمكنهما الاجتماع إلا بوجود سبب آخر وهو النظر في قضية أبو بكر وعلي. وقد انشغل العوام من سكان بغداد بالمجادلة التي جرت ما بين حسن كاشف الغطاء وابي ثناء الآلوسي واختلفت الروايات حول ماحل بالبسطامي فقيل من إنه سيق إلى إسطنبول فمات في الطريق جراء مرض أصابه وفي رواية أخرى إنه مات مقتولا. وكان لمجيء زرين تاج إلى العراق الأثر الأكبر في انتشار هذه الدعوة، حيث انتقلت مع حاشيتها في آب 1846 إلى الكاظمية وأستقبلت هناك استقبالا حافلا وذاع صيتها في بغداد فأخذ الكثير من سكانها من الشيعة وغيرهم يفدون إليها لسماع دروسها ومحاضراتها، وقد مكثت في بغداد حوالي ستة أشهر ثم عادت إلى كربلاء في يوم 8 شباط من عام 1847 بمناسبة زيارة الأربعين. ولكنها لم تمكث طويلا إذ سرعان ماعادت إلى بغداد بعد أن دب الخلاف بينها وبين الملا أحمد الخراساني والذي كان يتولى رعاية بيت كاظم الرشتي فاجبرت على العودة إلى بغداد. وقد ظلت زرين تاج تلقي دروسها في بغداد مدة غير يسيرة ولكن يبدوا من إن خصومها في كربلاء لم يسكتوا عنها ولا سيما الميرزا محمد حسن جوهر رئيس الشيخية. واخذوا يبذلون جهودهم لتحريض حكومة الولاية ضدها وقد تم لهم ما أرادوا إذ تم وضع زرين تاج تحت الإقامة الجبرية في بيت أبو ثناء الآلوسي قرابة الشهرين. وبعدها أطلق سراحها وأخرجت من العراق.

### مظاهرة في باب الشيخ
تعتبر محلة باب الشيخ من محلات بغداد مثلها مثل مدينة كربلاء وغيرها من المدن التي تحتوي على العتبات المقدسة من حيث كونها حرما آمنا يلجأ إليها الهاربون من الحكومة فلا تستطيع الحكومة من إلقاء القبض عليهم. وفي صيف 1847 خرجت مظاهرة معادية للحكومة من تلك المحلة واتجهت نحو محلة باب المعظم ومن هناك إتجهت نحو بستان النجيبية حيث كان الوالي يقيم في مسكنه الصيفي، لكن سرعان ماسيطر الوالي محمد نجيب باشا على الموقف والقضاء عليها، بعدها أصدر الوالي أوامره بإبعاد خطيب الحضرة القادرية محمد أمين الواعظ وأخيه السيد خطاب إلى البصرة إذ أتهمهما بأنهما كانا من المحركين للمظاهرة.

## تاريخ بغداد مابين عامي 1852 - 1869

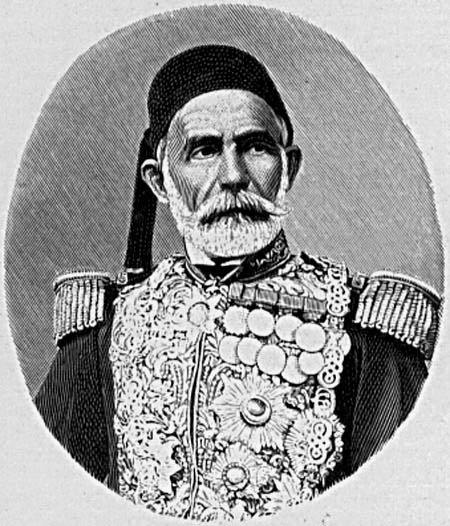
عمر باشا والي بغداد مابين عامي 1858 - 1859

في شهر آب/ أغسطس من عام 1852 صدر الفرمان بإسناد ولاية بغداد إلى رشيد باشا الكوزلكلي أي صاحب النظارات وسماه العراقيون بأبو المناظر. وقد أخذ الوالي الجديد بدفع رواتب الموظفين المدنيين والعساكر المتأخرة والتي لم تدفع منذ عهد الوالي علي رضا باشا. وكان رشيد باشا قائداً عسكرياً، ووصل إلى مدينة بغداد عام 1269هـ/ 1853م، فاستقبلهُ الناس بالترحاب، ولقد كان رشيد باشا حاكماً صارماً في إدارتهِ للبلاد وعرف عنه شدة المراقبة للموظفين، واستطاع أن ينظم التجارة، وكثرت في عهدهِ واردات البلاد، وكان يصدر الحبوب والطعام إلى الحجاز، وأهتم بالزراعة، وأوصل مياه نهر الخالص إلى الوزيرية، التي سميت باسمه، وكانت تسمى المشيرية أيضاً،
ولقد تزوج وخلف ولداً واحداً وهو رشدي بك الذي شغل منصب متصرف لواء العمارة في العراق عام 1305هـ/1888م.
وفي عام 1853 وقعت حرب القرم بين الدولة العثمانية والإمبراطورية الروسية، وعند وصول نبأ إعلان الحرب إلى بغداد جمع الوالي اعيان بغداد وعلمائها وطلب منهم ان يجمعوا التبرعات من الأهالي لمعونة الدولة وقد قرر المجلس أن يدفع الموسر من الأهالي مبلغ الف قرش والمتوسط مائة قرش والفقير خمسة وعشرين قرشا وكذلك فرض على كل بيت رسم مقطوع قدره 100 قرش. وعندما اشتدت الحرب وطال أمدها نشرت إشاعات في بغداد مفادها من إن الشاه القاجاري قد تحالف مع الروس وإنه يحشد جنوده لمهاجمة العراق.، وقد ارتفعت الأسعار في بغداد والمناطق المحيطة بها واضطرب الأهالي نتيجة هذه الأخبار. وأخذت الحكومة في بغداد تتشدد في طلب المجندين حتى الذين جرى إعفائهم منها لعلة في ابدانهم. وفي اواخر عام 1853 وصل خبر إلى القنصل البريطاني مفاده من إن الشاه قد ترك مسألة مهاجمة الحدود الشرقية للدولة العثمانية وذلك بتحريض من إمام جمعة طهران. وفي منتصف آب 1857 توفي الوالي رشيد باشا الكوزلكلي بعد التهاب في حنجرته فعينت الدولة العثمانية عمر باشا والياً على بغداد.، ويعتبر عمر باشا قائداً عسكرياً أشتهر في حرب القرم. وكان أهم الأحداث التي واجهت بغداد في عهد هذا الوالي هي مسالة التجنيد الإجباري. وقد عزل عمر باشا سنة 1859، ثم تولى بعده كلا من مصطفى نوري باشا وأحمد توفيق باشا. وفي 1862 شغل نامق باشا منصب الوالي. وقد دامت ولاية نامق باشا قرابة خمس سنوات أهتم فيها بشكل كبير ببسط الأمن في المدينة، وفي عام 1867 تولى تقي الدين باشا منصب والي بغداد. وقد دامت ولاية تقي الدين باشا سنة وبضع شهور. وفي فترة ولايته حدثت مشكلة بين قاضي بغداد والقنصل الفرنسي المعتمد وذلك في عام 1868 حيث أدت إهانة القنصل للقاضي في عيد ميلاد السلطان عبد العزيز بالإمساك بلحيته إلى هيجان لدى المجتمع البغدادي واعتزام على مهاجمة القنصلية الفرنسية وقتل القنصل بعدها اجتمع الوالي بأعيان المدينة وطلب منهم تهدئة الموقف وبعدها قام الوالي بقطع علاقته بالقنصل وطلب من الحكومة الفرنسية بسحب القنصل وقد استجابت الحكومة الفرنسية لطلب الوالي كما قام الباب العالي بعزل القاضي وبذلك هدأت الأمور في بغداد.

### بهاء الله في بغداد

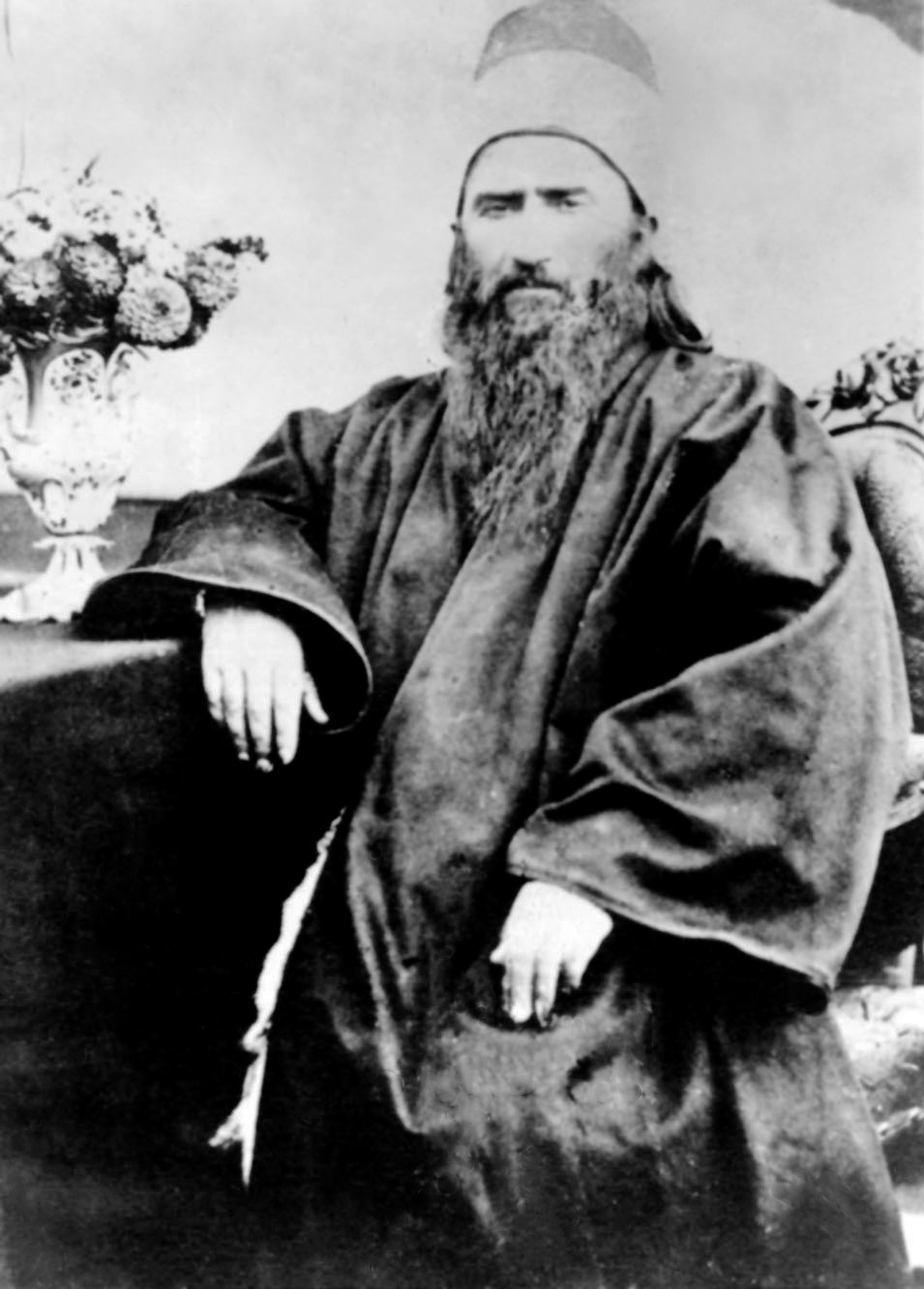
الميرزا حسين نوري

في 8 نيسان 1853 وصل بهاء الله إلى مدينة بغداد قادما من بلاد فارس، ثم لحقه بعد مدة أخوه من أبيه المرزا يحيى والملقب بصبح الأزل والذي كان معروفا عند البابيين يومذاك أنه وصي الباب وخليفته وأن بهاء الله يرأس البابية بالنيابة عنه، ولم يفلح بهاء الله في التوفيق بين البابيين ورفع أسباب الشقاق بينهم. فاضطر إلى مغادرة المدينة متوجها إلى السليمانية بعد ضغوط تعرض لها وبقى فيها ما يقارب السنتين. ثم عاد إليها في 19 أذار 1856 حيث تمكن أخيرا من لم شمل البابيين وإزالة أسباب الخلاف بينهم، وفي تلك الأثناء عرض عليه القنصل البريطاني أن يجعله تحت الرعاية البريطانية وتسهيل سفره إلى الهند وأن يوصل أية رسالة منه إلى الملكة فكتوريا ولكن بهاء الله رفض كل تلك العروض واختار السكنى في الدولة العثمانية. وفي 21 أذار 1863 وبينما كان البهائيون يحتفلون بعيد النوروز طلب الوالي مقابلته في السراي، وذهب في اليوم التالي إليه فقدم له نامق باشا دعوة من الصدر الأعظم أن يكون ضيفا على السلطان في إسطنبول. وفي 21 نيسان انتقل بهاء مع عائلته واتباعه إلى بستان النجيبية، ثم غادرها إلى الإسطنبول في 9 أيار

### مسألة التجنيد
كان التجنيد الإجباري يطلق عليه في ذلك الحين اسم عسكر نظام، وقد كانت خطة الوالي عمر باشا في أن يشرع بتنفيذ خطته بالتجنيد الإجباري في مدينة بغداد فإذا نجح في خطته سعى لتنفيذها إلى باقي مناطق الولاية، وقد نجح الوالي عمر باشا بتجنيد أهالي مدينة بغداد بعد أن قام بتوزيع مبالغ مالية كبيرة على أعيان ووجهاء بغداد بغية إقناعهم بفكرة التجنيد الإجباري.

### ولاية نامق باشا
تولى نامق باشا منصب والي بغداد للمرة الثانية وقد استمرت مدة ولايته زهاء خمسة سنوات ما بين عامي 1862 - 1867. وقد أمر نامق باشا بعد وصوله إلى بغداد بعزل الجلواز أحمد آغا وقد كان هذا الجلواز بمنصب التفكجي باشي الذي كان يسيء معاملة الأهالي من سكان المدينة. وقد قام نامق باشا بالقضاء على الأشقياء والذين كانوا يحترفون اللصوصية وكذلك على كل شخص يخل بالأمن العام وأن يساق إلى القلعة ويسجل هناك في سلك الجندية ثم يساق إلى اليمن والذي كان أشبه بالمنفى في تلك الأيام.

## بغداد في عهد مدحت باشا

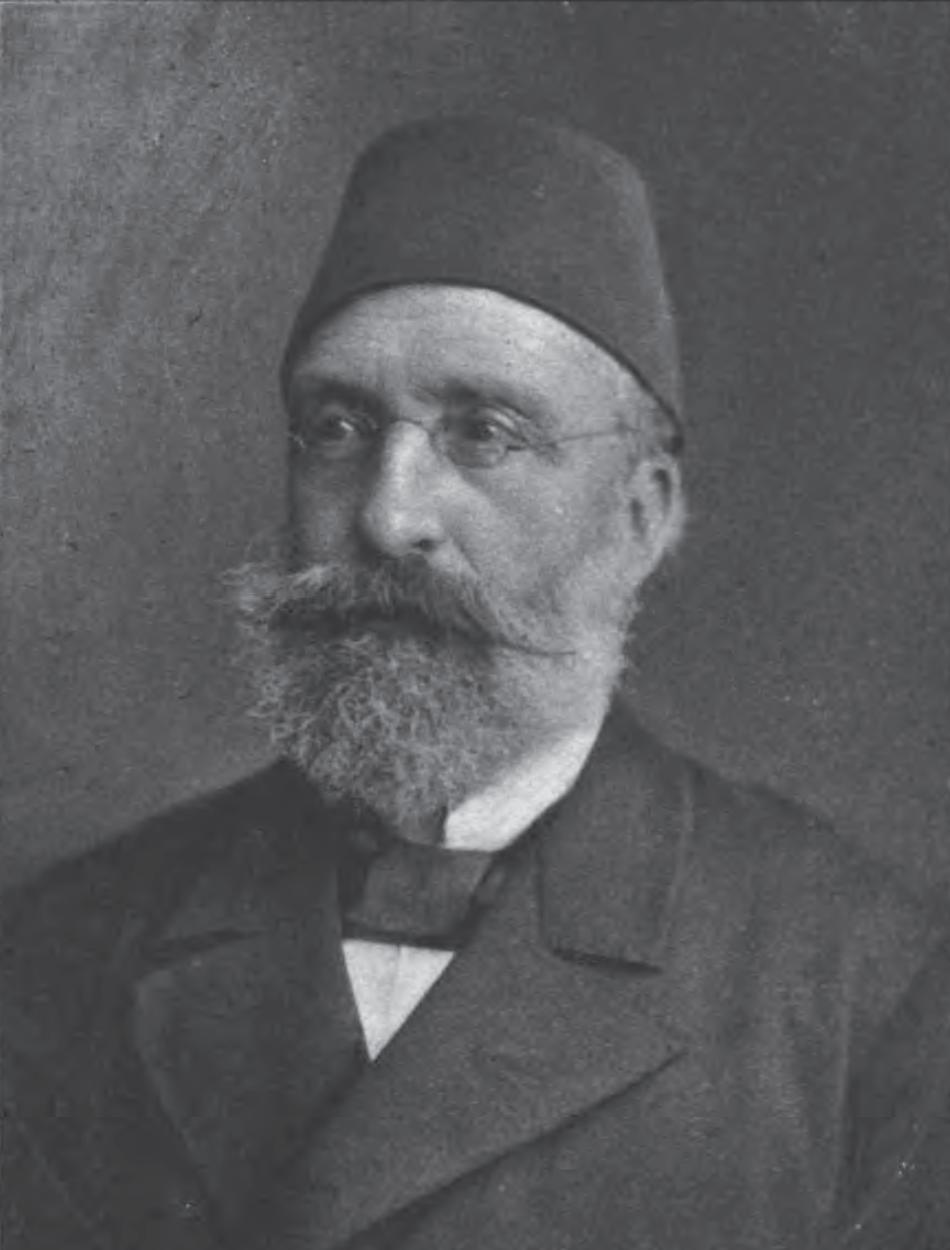
مدحت باشا

وصل مدحت باشا إلى بغداد في يوم 30 نيسان من سنة 1869. وقد دامت ولايته على بغداد زهاء الثلاث سنوات حيث غادر مدحت باشا بغداد في يوم 27 أيار من عام 1872 م. وقد بدا مدحت باشا عهده بالتقصي عن الموظفين المعروفين بالرشوة وعزلهم وفي أيلول من نفس السنة نشبت ثورة شعبية كبرى وكان السبب المباشر لها هو فرض مدحت التجنيد الإجباري على سكان بغداد. استطاع مدحت باشا القضاء على هذه الثورة وتطبيق نظام التجنيد على أهالي بغداد. في يوم 23 تشرين الثاني من سنة 1870 وصل الشاه ناصر الدين القاجاري إلى بغداد في طريقه لزيارة قبور الأئمة في كربلاء والنجف وسامراء والكاظمية. قام مدحت باشا أثناء فترة ولايته على بغداد بأعمال كثيرة منها إنشاء أول مدرسة حديثة للذكور وأول مطبعة وأنشأ كذلك مدرسة الصنائع لأيتام المسلمين الذين لامعيل لهم. يتعلمون في المدرسة صناعة الحدادوة والنجارة والنسيج وغيرها كما قام مدحت باشا بإنشاء سكة حديد العربات تجرها الخيول في بغداد.، وكما قام مدحت باشا بتحويل بستان النجيبية إلى حديقة عامة وقد أطلق عليها اسم متنزه المجيدية. وانشأ فيها جوقا موسيقيا يعزف الألحان لروادها. وفي عهد مدحت باشا اكتمل بناء قشلة بغداد التي كان الوالي الأسبق نامق باشا قد شرع ببناءها. وفي عهده تم إصدار جريدة الزوراء باللغتين العربية والتركية.،

## بغداد في العهد الحميدي

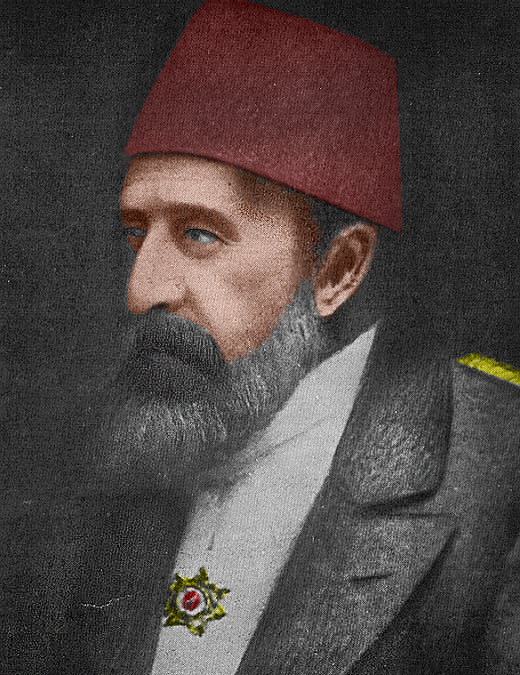
السلطان عبد الحميد الثاني

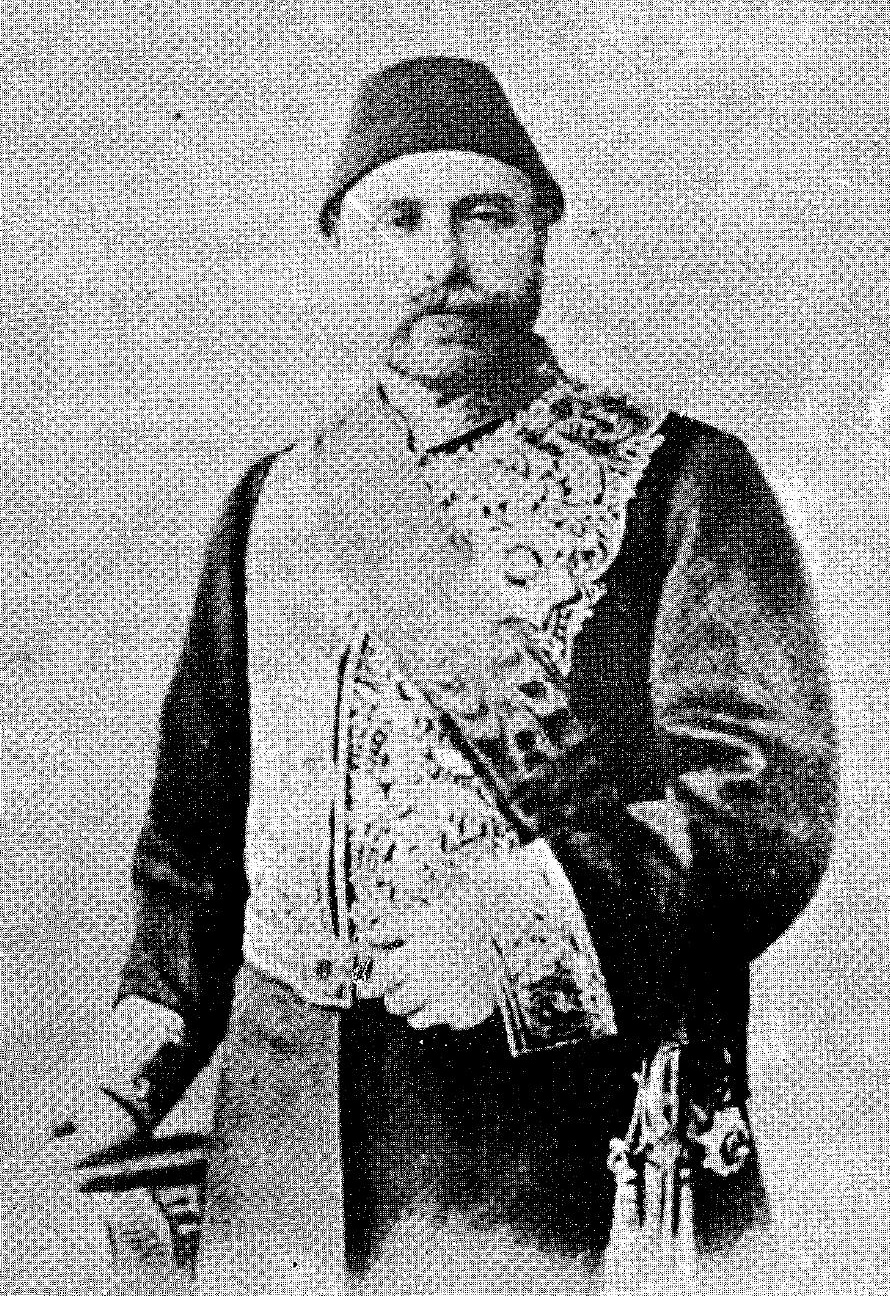
قدري باشا والي بغداد مابين عامي 1877 إلى عام 1878

في سنة 1876 تولى السلطان عبد الحميد الثاني مقاليد السلطة في الدولة العثمانية خلفا لأخوه السلطان مراد وكان والي بغداد أثناء تولي عبد الحميد الحكم هو عبد الرحمن باشا وفي سنة 1877 نقل هذا الوالي إلى ديار بكر وحل محله في الولاية عاكف باشا. وفي سنة 1878 عين قدري باشا واليا على بغداد ولم يمض على تعين الوالي الجديد سوى ثمانية أشهر حتى عين بمنصب وزير الداخلية لدى الدولة العثمانية. تولى عبد الرحمن باشا منصب والي بغداد بعدها وفي عهده حدثت مجاعة كبرى في المناطق التي تعرف حاليا بالعراق وقد سميت تلك السنة ببغداد بسنة البرسيمة وذلك بسبب إن كثيرًا من الأكراد قد جاءوا إلى بغداد هربا من المجاعة وهم يصرخون برسيمة برسيمة أي جوعان باللغة الكردية. وقد عزل الوالي عبد الرحمن باشا في سنة 1880 بعد فشله في حل قضية ثورة آل السعدون في الجنوب وحل محله في الولاية الوالي تقي الدين باشا. أحيل تقي الدين باشا إلى التقاعد في عام 1887 وحل محله في منصب الولاية الوالي مصطفى عاصم باشا وقد دامت مدة ولايته زهاء ثلاث سنوات كانت مليئة بالإحداث. تولى سري باشا منصب الوالي في سنة 1890 خلفا لمصطفى عاصم باشا وكان عهد هذا الوالي من أبشع العهود من حيث انتشار ظاهرة الرشوة والمحسوبية والتفسخ لدى مؤسسات الدولة في بغداد. وكما تميز عهد سري باشا باضطهاد البابيين فقد نفي رئيس الطائفة البابية في بغداد الحاج محمد حسين الأصفهاني إلى الموصل في سنة 1891. وفي 1891 تبادل كل من حسن باشا والي ديار بكر مع سري باشا على أن كل منهما يحل محل الآخر في ولايته وقد دامت ولاية حسن باشا قرابة خمسة اعوام وفي عام 1896 عين عطاء الله الكواكبي واليا على بغداد وقد دامت مدة ولايته قرابة ثلاثة أعوام وفي عام 1899 عين والي طرابلس الغرب نامق باشا والذي لقب بالصغير للتميز بينه وبين والي بغداد الأسبق نامق باشا (الكبير). حاول هذا الوالي بالتشبه بوالي بغداد الأسبق مدحت باشا من خلال قيامه بالكثير من الإصلاحات في الإنشاء والتعمير. بعدها تتابع الولاة في حكم بغداد وفي أواخر شهر أذار من سنة 1907 حدث في بغداد فيضان هائل والذي لم تشهد له بغداد مثيلا منذ زمن بعيد. وقد سمي ذلك العام بعام الفيضان. وفي سنة 1908 أعلن عن الدستور العثماني وقد إعلان الدستور هذا أدى إلى تغيرات كبيرة لدى المجتمع البغدادي.

### ولاية عاصم باشا
في أيام هذا الوالي ظهر صراع بينه وبين نقيب أشراف بغداد السيد سلمان الكيلاني. وسبب هذا الصراع هو إن الوالي كان من اتباع أبو الهدى الصيادي رئيس الطريقة الرفاعية ولما كان للكيلاني حظوة لدى السلطان فأدى هذا الأمر غلى نفور أبو الهدى الصيادي. وقد عانى السيد سلمان الكيلاني طوال المدة التي كان فيها مصطفى عاصم باشا واليا على بغداد. وفي صيف 1889 ظهرت الكوليرا في العراق وقد هرب الموسرون والحكام والأجانب من بغداد متجهين نحو البراري حيث خيموا هناك وقد استمر الوباء ثلاثين يوما ثم أخذ يتضائل تدريجيا شيئا فشيئا. وكان عبد الله إبراهيم سوميخ وهو رئيس الحاخامات اليهود ولم يشأ اليهود دفنه في مقابرهم العامة والتي كانت تقع في الجهة الشرقية من بغداد وقد حصل اليهود على إذن من الوالي بدفن الحاخام عند مرقد النبي يوشع. ولكن عندما أراد اليهود فتح باب المقبرة عارضهم السادن وتطور الأمر إلى مشكلة كبيرة بين المسلمين ومعهم رئيس بلدية الكرخ عبد الله الزيبق وبين اليهود يساندهم أمير اللواء سعيد آغا حيث قاموا بكسر باب المرقد ودفنوا الجثة داخل السور المحيط بالمرقد وعندما علم الوالي بالامر أمر بالقاء القبض على رئيس الحاخامات ورفقاؤه الذين كانوا معه وحبسوا في الكنيس. وقد انتشر هذا الخبر في أوروبا وثارت ضجة حوله وقد طلب الوالي مصطفى عاصم باشا من السلطان عبد الحميد الثاني بإخراج جثة الحاخام من مدفنها ودفنها في مقبرة اليهود العامة وقد وافق السلطان بهذا الاقتراح وتم نقل الجثة في ليلة يوم 11 كانون الأول من نفس السنة وفي اليوم التالي غادر الوالي مصطفى عاصم باشا بغداد حيث تم نقله إلى ولاية أخرى.

### قضية الشاب الألماني
كان هناك شاب ألماني يسكن بغداد يدعى ريتشارز وكان هو من أسرة ألمانية نبيلة وفي سنة 1894 قامت إحدى العوائل المسيحية برفع دعوى على هذا الشاب بحجة إنه لاط بغلام لها كان تلميذا في مدرسة الأباء الكرمليين. وقد انقسم المجتمع البغدادي حول هذه القضية إلى فريقين فوقف فريق منهم إلى جانب الشاب الألماني بينما وقف فريق آخر ضده حيث أثبت الفحص الطبي بأن الغلام سبق اللواط معه من قبل. وقد أستآءت الحكومة الألمانية في هذه القضية ضد هذا الشاب فقامت بتعيين ريتشارز قنصلا لها ببغداد للبرهنة من إن ريتشارز بريء من هذه التهمة. وكان بذلك أول قنصل لألمانيا في بغداد.

### بغداد بعد إعلان الدستور
شكل إعلان عن الدستور العثماني لأول مرة في 23 تموز 1908، تغيرا جذريا كبيرا لدى المجتمع البغدادي، وقد أدى هذا الأمر إلى تحرر الكثير من الشبان من القيود التقليدية متمثلة في أمور ثلاث وهي:
1. كثرة انتشار الأسلحة.
2. انتشار الملاهي.
3. كثرة إصدار الصحف والمجلات وبروز ظاهرة الشتائم الصحفية.

بعد إعلان الدستور قامت جمعية الاتحاد والترقي بفتح مقرات لها في جميع المدن العثمانية وكانت بغداد من بين هذه المدن التي افتتح فيها مقر للجمعية وقد كان يرأس الفرع مراد بك سليمان فأصدر صحيفة بغداد وقد كان من بين أعضاء الجمعية في بغداد كذلك الشاعران المعروفان جميل صدقي الزهاوي ومعروف الرصافي. وفي 13 تشرين الأول 1908م/ 17 رمضان 1326هـ، دخلت جماعة من الاتحاديين إلى جامع الوزير والذي كان يقع باتجاه السراي الحكومي وكان المصلون فيه يؤدون صلاة العصر وقرأ معروف الرصافي بيانا لجمعية الاتحاد والترقي كانت قد أرسلته من مقرها في سلانيك إلى بغداد. وانتشرت الإشاعات المختلفة في بغداد حول هذا الأمر وفي اليوم التالي خرجت مظاهرة في بغداد تنديدا بهذا الأمر وحصلت خروقات كبيرة أثناء المظاهرة حيث نهب كل ما كان يقع بأيدي المتظاهرين وقد حاول والي بغداد آنذاك ناظم باشا تهدئة الموقف وأرسل إلى المتظاهرين بعض أعيان بغداد بغية إقناعهم وبعدها قام الوالي بإلقاء القبض على كل من عبد اللطيف ثنيان ومعروف الرصافي لتسكين المتظاهرين. وحقق معهما ومن ثم أطلق سراحهما بعد ثبوت عدم صحة ماشاع عنهما من قبل المتظاهرين. وفي خريف عام 1908 جرى انتخاب المبعوثين (النواب) في كافة الولايات العثمانية ففاز من مدينة بغداد كل من إسماعيل حقي بابان وعلي الآلوسي وساسون حسقيل.

## بغداد مابين عامي 1909 - 1914

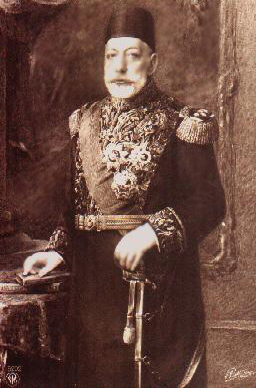
السلطان محمد رشاد (الخامس)

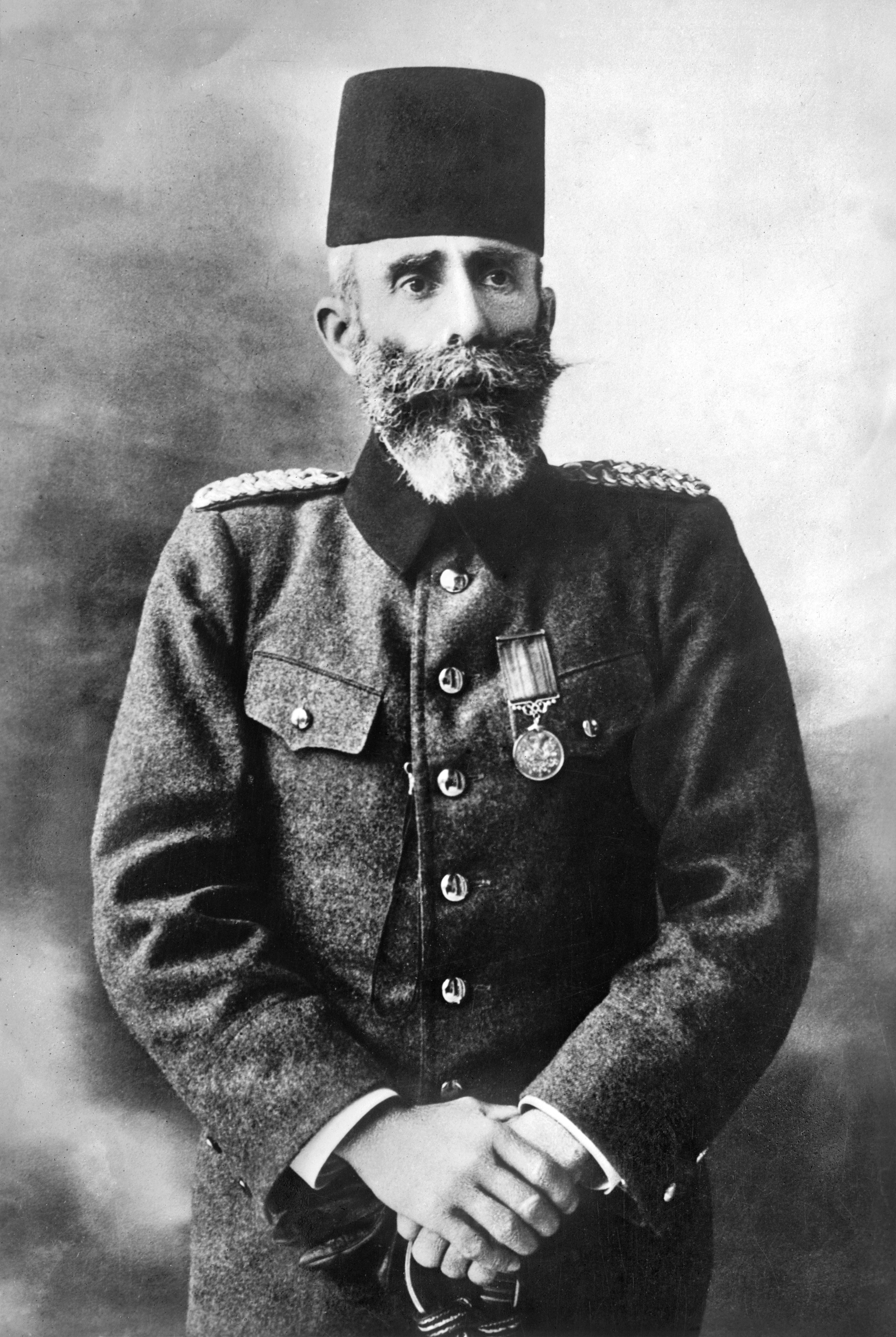
محمود شوكت باشا

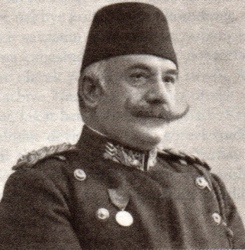
الفريق حسين ناظم باشا والي بغداد 1910 - 1911

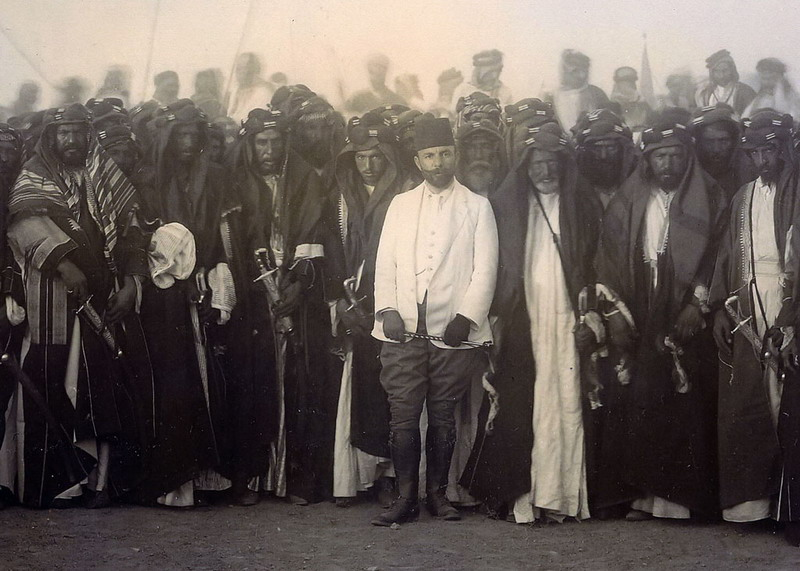
أحمد جمال باشا يتوسط قادة عشائر جنوب العراق

في نيسان من سنة 1909 تم خلع السلطان العثماني عبد الحميد الثاني وتنصيب أخاه محمد رشاد سلطاناً على الدولة العثمانية. وفي اليوم التالي من خلع السلطان أصدرت صحيفة بغداد والتي كانت تنطق بلسان حال جمعية الاتحاد والترقي تفاصيل واقعة خلع السلطان العثماني. وأقبل أهالي بغداد على شراء تلك الصحيفة وبأعداد كبيرة. وقد شعر الكثير من أهالي بغداد بالفخار حين علموا بأن محمود شوكت باشا هو من كانت له اليد الطولى بخلع السلطان لكونه من أهالي بغداد. في شهر أيار من عام 1910 وصل إلى بغداد وال جديد هو الفريق حسين ناظم باشا وهو غير الوالي ناظم باشا والذي سبق أن كان والياً على بغداد قبل سنتين. كان الوالي الجديد لبغداد الفريق ناظم باشا عازما على القيام بأعمال عمرانية وحضارية عديدة للمدينة نلخصها كالآتي:
1. اهتم بنظافة المدينة
2. انشا صيدلية حديثة تفتح أبوابها ليلا ونهارا.
3. فتح مدرسة كوجك ضابطان - أي صغار الضباط - على النهر في جهة الكرخ.
4. أمر بإعطاء الجنود ماتأخر من مرتباتهم
5. أمر بشق شارع النهر وتغطيته بمادة القير.
6. أمر بجمع الكلاب وإعدامها نظير مكافأة مالية.
7. فتح شارع النهر وهدم جزء من القنصلية البريطانية لغرض عمل الشارع.

ولقد وقع الوالي حسين ناظم باشا أثناء فترة ولايته بغرام فتاة أرمنية تدعى سارة خاتون في سنة 1910. وقد عرض عليها الوالي حسين ناظم باشا الزواج فأبت سارة الزاوج منه. وقد تسربت أنباء غرام الوالي إلى أوساط العامة في بغداد. تمكنت سارة خاتون بعدها من الهرب من بغداد متنكرة إلى باريس بعد تعرضها لمضايقات من قبل الوالي وقد ساعد سارة خاتون في هربها القنصل الروسي في البصرة والمقيم البريطاني في مدينة بوشهر السير بيرسي كوكس. في يوم 17 أذار من سنة 1911 ورد الأمر من إسطنبول بعزل الفريق حسين ناظم باشا عن منصب والي بغداد. وعند شيوع خبر عزل الوالي نظم أنصار الوالي بأيعاز من بعض الأشراف والذين كانوا من حزب الوالي مظاهرة تأييد للوالي وقيل أن عدد المشاركين فيها بلغ عشرين ألفا. واستمر التوتر في بغداد حوالي الثلاثة أيام وقد أرسل عددا من الضباط برقيات إلى إسطنبول يهددون فيها بالاستقالة ولكن هذا لم ينفع شيئا، ثم عين أمر اللواء يوسف آكاه باشا واليا على بغداد بالوكالة. وقد عمد الأخير إلى استعمال الشدة في قمع المظاهرات وزج القائمين عليها بالسجون فهدأت الحال في بغداد نتيجة هذه الإجرات القمعية للوالي الجديد. وفي صباح يوم 20 أذار ركب الفريق حسين ناظم باشا باخرة من بواخر لنج متوجها إلى مدينة البصرة ومن هناك ذهب إلى إسطنبول عن طريق بومبي. وفي اواخر شهر آب من سنة 1911 وصل الوالي الجديد جمال باشا إلى بغداد. لم تدم ولاية جمال باشا على بغداد سوى سنة واحدة شهدت بغداد صراعا حزبيا كان يعد الأول من نوعه ما بين الاتحاديين (جمعية الاتحاد والترقي) وما بين الائتلافيين (حزب الحرية والائتلاف) وقد قدم جمال باشا استقالته من منصب الوالي نتيجة تسلم الائتلافيين مقاليد السلطة في إسطنبول في شهر تموز من سنة 1912. عند مقتل الصدر الاعظم محمود شوكت باشا في حزيران من سنة 1913 وفرح الائتلافيون بمقتله فرحا عظيما عندما وصل خبر مقتله إلى بغداد وظنوا أن هذا سيؤدي إلى قصم ظهر الاتحاديين وعندما وصل الأمر إسطنبول صدر أمرا باعتقال جميع الذين ينتمون إلى حزب الائتلاف والحرية فهب الوالي محمد فاضل باشا الداغستاني للتشفع بهم وقام برفع اقتراح إلى إسطنبول يطلب منها إحالة المتهمين إلى محكمة عسكرية تقام لهم في بغداد فقبل اقتراح الوالي ماعدا واحدا من الائتلافيين وهو كامل الطبقجلي إذ طلب تسفيره إلى إسطنبول ليلاقي جزاءه هناك.

### ضجة الزهاوي
في يوم 7 آب من سنة 1910 نشرت جريدة المؤيد المصرية الأسبوعية مقالا لجميل صدقي الزهاوي بعنوان «المرأة والدفاع عنها» والذي شرح فيه مضار الحجاب ومعاناة المرأة المسلمة من الظلم المستمر في المجتمع. وقد قامت جريدة تنوير الأفكار البغدادية من أن تحصل على نسخة من الجريدة وقامت بنقل المقال عنه. وقد اثارت هذه المقالة ضجة كبيرة لدى أهالي بغداد وسارت مظاهرة نحو السراي الحكومي تطالب بالقصاص من الزهاوي وقد طلب السيد مصطفى الواعظ مبعوث الديوانية من الوالي الفريق حسين ناظم باشا بإنزال العقوبة الرادعة للزهاوي. فلبى الوالي طلب الواعظ وقام بعزل الزهاوي من وظيفته التي إذ كان يعمل مدرسا في مجلة الأحكام العدلية في مدرسة الحقوق، وقد قام الزهاوي بنشر بيان يوضح فيه موقفه في جريدة الرقيب للتوضيح ولكن هذا لم ينفعه بشيء فلم يغير الوالي رايه حول هذا الأمر.

### ولاية جمال باشا

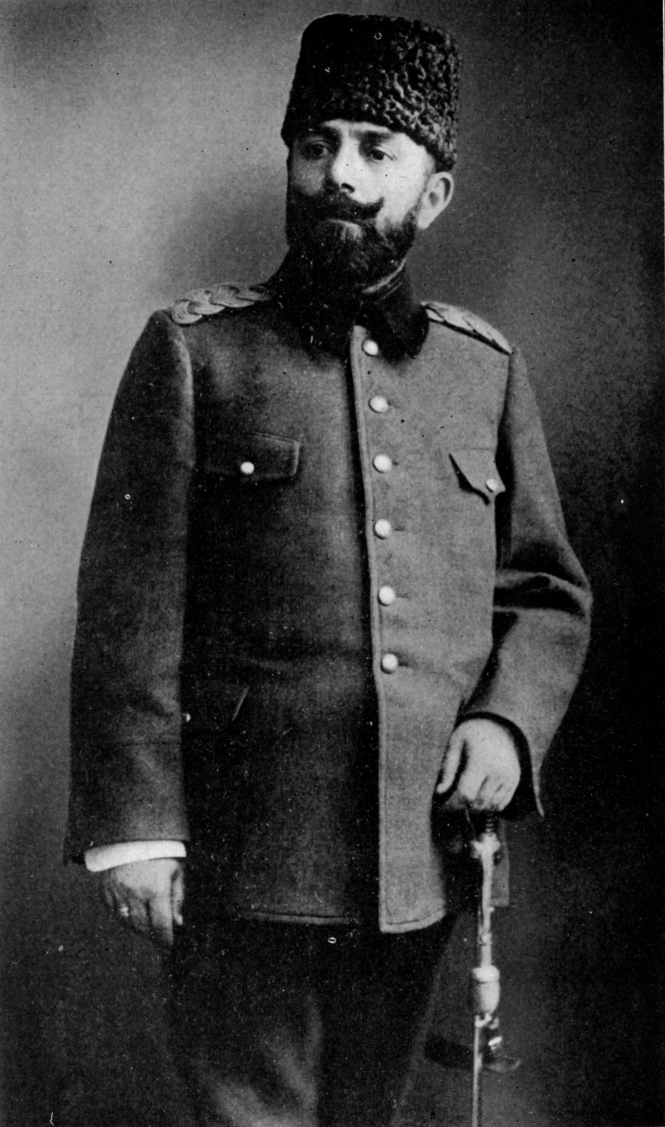
جمال باشا (السفاح) والي بغداد مابين عامي 1911 - 1912

دامت ولاية جمال باشا حوالي سنة تقريبا. كان جمال باشا عكس سلفه الفريق حسين ناظم باشا لايهتم بالمناظر الدينية. وقد كان يحضر الحفلات الراقصة والتي كانت تقيمها الجالية الأوربية التي كانت تسكن بغداد بين فترة وأخرى، وقد اعتاد جمال باشا بشكل خاص من أن يحضر الحفلات التي كان يقيمها مدير البنك العثماني وهو كان رجل بريطاني وأن يراقص زوجته. ولم يكن المجتمع البغدادي آنذاك قد الف هذا الأمر من قبل أي والي عثماني سابق. في اواخر شهر ايلول - سبتمبر قامت إيطاليا بالهجوم على طرابلس الغرب وخرجت المظاهرات في بغداد تنديدا بالهجوم وسارت إلى السراي الحكومي. ولم تخلوا هذه المظاهرات من حادث مأساوي إذ التقى في منطقة باب المعظم موكب محلة باب الشيخ بموكب الحيدر خانه ونشب قتال بين المحلتين نتيجة وجود خلافات سابقة بين المحلتين وانتصر متظاهروا محلة باب الشيخ في هذا القتال. في سنة 1912 قام حزب الحرية والائتلاف بتأسيس فرع له في بغداد برئاسة السيد مصطفى الواعظ. وقد انضم إلى هذا الحزب المعارض لحزب الاتحاد والترقي الكثير من الشباب المتعلم وقد حاول الوالي جمال باشا باجتذاب السيد مصطفى الواعظ إلى حزب الاتحاد والترقي الحاكم بشتى الطرق ولكنه فشل وفي ربيع من سنة 1912 جرت الانتخابات البرلمانية وقد كان الفوز في بغداد من نصيب الاتحاديين على نظرائهم الائتلافيين. قدم جمال باشا استقالته من منصب الوالي بعد تسلم الائتلافيين الحكم في الدولة العثمانية في تموز من ذلك العام وقد غادر جمال باشا بغداد في يوم 17 آب من نفس السنة. ومن الجدير بالذكر من إنه خلال ولاية جمال باشا اجتاحت بغداد موجة برد شديدة مما أدى إلى تساقط الثلج وذلك في يوم 20 محرم 1229 هجري الموافق لسنة 1911 ميلادي.

### ولاية محمد زكي باشا
في سنة 1912 قدم محمد زكي باشا والي ولاية بغداد نهار الثلاثاء 12 من شهر نوفمبر/تشرين الثاني ودخل بغداد، وفي نهار السبت 16 من نفس الشهر قبل الظهر، قريء الأمر العالي (الفرمان) وبحضور اماثل البلدة وأكابرها بتولية محمد زكي باشا وتعينه والياً على بغداد ومفتشاً للفيلق الرابع.

## بغداد مابين عامي 1914 - 1917

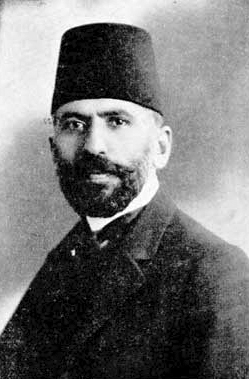
سليمان ناظف باي والي بغداد (1915 - 1915)

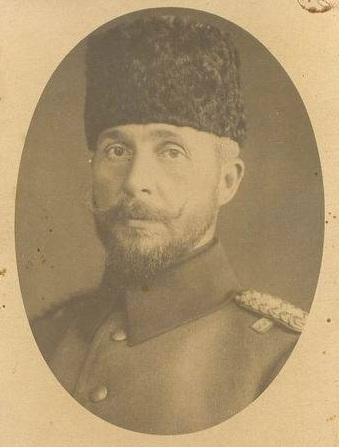
نور الدين باي والي بغداد (1915 - 1915) وقائد الجيش العثماني في العراق

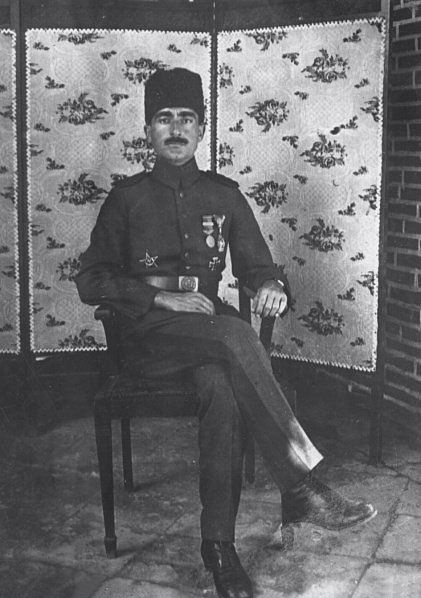
خليل باشا والي بغداد (1915 - 1917) وقائد الجيش العثماني في العراق

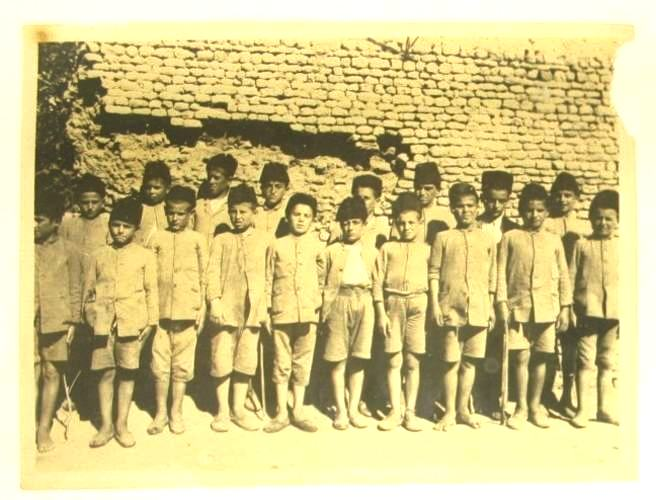
مجموعة من الأطفال في مخيمات اللاجئين أثناء الحرب في بغداد، (1916-1919)

في بداية شهر آب من سنة 1914 ومع نشوب الحرب العالمية الأولى أعلن النفير العام أو سفر برلك كما كان يطلق عليها بالتركية. وقد تحولت لفظة سفر برلك التركية بين السن العامة في بغداد إلى سفر علك أي حرب الهرب. كان عدد الفارين من التجنيد الذي تم فرضه من قبل الدولة العثمانية يزداد يوما بعد يوم وفي أواخر شهر شباط من عام 1915 جرى في بغداد أول إعدام لاحد الفارين من أداء الخدمة العسكرية وكان لمجند يهودي يدعى بنيامين بن يعقوب من محلة قنبر علي. وبعدها أخذت مشاهد الإعدامات تتابع في مدينة بغداد. كانت بغداد قبل إعلان النفير العام تصدر فيها عددا من الجرائد والمجلات منها الرقيب لصاحبها عبد اللطيف ثنيان والمصباح لصاحبها عبد الحسين الآزري وصدى بابل لصاحبها داود صليوه وغيرها من الجرائد والمجلات. وعند تولي نور الدين باي منصب الوالي وقائد الجيش العثماني في العراق في سنة 1915 أمر هذا الوالي بإغلاق جميع الصحف الموجودة في بغداد وبنفي أصحابها في أماكن نائية وقرر إصدار جريدة خاصة بالحكومة أطلق عليها اسم صدى الإسلام. ونيطت إدارة سياسة هذه الجريدة برئيس بلدية بغداد رؤوف بك الجادرجي وقد صدر العدد الأول من هذه الجريدة في يوم 23 تموز من سنة 1915. وقد قام كذلك نور الدين باي بنفي نفر من وجهاء كلا الطائفتين اليهودية والمسيحية إلى الموصل. وبعد انتصار القوات العثمانية على الجيش البريطاني في الكوت في سنة 1916 حيث تم جلب الأسرى واستعراضهم في مدينة بغداد على شكل دفعات اما قائد القوات البريطانية الجنرال طاوزند فقد تم نقله مع أفراد حاشيته الذين تم أسرهم والجنرالين ديلامين ومليس بدار القنصلية الإيطالية ببغداد. وقد قام وزير الحربية العثماني أنور باشا بعد هذا الانتصار بزيارة إلى مدينة بغداد تفقد خلالها جبهات الحرب في عدة مدن عراقية. بعد هذا الانتصار قام الوالي خليل باشا بشق شارع في بغداد ممتدا بطول المدينة من محلة الباب الشرقي إلى محلة باب المعظم بموازاة نهر دجلة وقد بدا العمل بإنشاء هذا الشارع في شهر أيار من سنة 1916 وقد تم افتتاحه في يوم 23 تموز من نفس السنة احتفاء بذكرى إعلان الدستور العثماني وقد أطلق على الشارع اسم خليل باشا. وقد كانت للرشاوى التي كان يتلقاها القائمون على أمر هذا الشارع الأثر الكبير في تحديد مساره بين الدور الواقعة في طريقه

### فيضان عام 1914
في منتصف الليل من مساء يوم 29 تشرين الثاني - نوفمبر أصيبت بغداد بفيضان مدمر في نهر دجلة  وكانت الحكومة المحلية في المدينة قد تلقت قبل حدوث الفيضان برقيات من الموصل تنبئ بسقوط مطر غزير هناك وإن في النهر موجة مياه غير اعتيادية قادمة إلى بغداد ولكن الحكومة المحلية في بغداد لم تعر أي اهتمام لهذه البرقيات الواردة إليها. وقد أصابت المحلات التالية الواقعة في الجانب الشرقي من المدينة الضرر نتيجة هذا الفيضان: الفناهرة، السنك، المربعة، العوينة، قهوة شكر، فضوة عرب، الكولات، بني سعيد، الطاطران، زين العابدين، الشيخ سراج الدين، فرج الله، الخالدية، الجوبة، العزات، طوالات، الدركزلية، خان لاوند، المعدان وقهوة حوري وقد استمر هذا الفيضان حوالي ثلاثة أيام وتهدم نتيجته ما يقارب 2000 دار. وتجدر الإشارة من إن جانب الغربي من بغداد لم يصب بالغرق كحال الجانب الشرقي من المدينة. وقامت السلطات العثمانية عندها بعزل عزت بك الفارسي رئيس بلدية الرصافة وقامت بتعين رؤوف بك الجادرجي كرئيس لبلدية الرصافة بالوكالة.

### طائرات فوق بغداد
إن أول ظهور للطائرة في سماء مدينة بغداد كان في 27 ذو القعدة 1334 هجري المقابل ليوم 5 تشرين الأول من سنة 1915 ميلادي حيث شاهد أهالي بغداد طائرة إنجليزية في عصر ذلك اليوم. فأنتشر الخوف بين الناس عند سماعهم لصوت ازيز الطائرة وصعد مغاوير المحلات والأشقياء إلى المنائر وفوق السطوح العالية وأخذوا يرمون الطائرة بالرصاص ولكن بدون فائدة تذكر  وبعد عشرة أيام ظهرت في سماء بغداد طائرة إنجليزية أخرى وكان ذلك في وقت الصباح بعدها صار منظر ظهور الطائرات في سماء بغداد أمرا اعتياديا. وفي نفس الشهر أي شهر تشرين الثاني من نفس العام تم أسر طائرة إنجليزية مع اثنين من طياريها عندما كانت تحاول قطع خط التلغراف الواصل ما بين مدينتي بغداد وسلمان باك حيث ارتطمت الطائرة بأحد أعمدة التلغراف قرب نهر ديالى وتم أسر الطائرة مع طياريها من قبل الخيالة الأعراب  وقد قرر القائد التركي للمنطقة إرسال الطائرة مع الرجلين إلى بغداد لعرضها على الناس وقد خرج الناس للتفرج على الطائرة وكانوا يبصقون على الطيارين. وبعد هزيمة الإنجليز في سلمان باك إنقطع ظهور الطائرات عن بغداد وفي كانون الثاني من عام 1917 عاودت الطائرات الإنجليزية تحليقها فوق بغداد وفي يوم 20 كانون الثاني قامت ثلاث طائرات إنجليزية بقصف مدينة بغداد بسبع قنابل فسقطت على كل من ثكنة المدفعية أي القلعة وأصابت رجلا فقتلته وجرحت آخر ووقعت أحد القنابل على مبنى المدرسة النعمانية وأخرى في نهر دجلة بالقرب من باخرة ألمانية كانت راسية هناك، وسقطت القنبلة الرابعة على محطة القطار في غربي بغداد والخامسة على مقربة من مبنى السراي الحكومي (القشلة). وأصبح منظر الطائرات مألوفا وهي تحلق في سماء بغداد بعد سقوطها بيد الإنجليز.

### سقوط بغداد

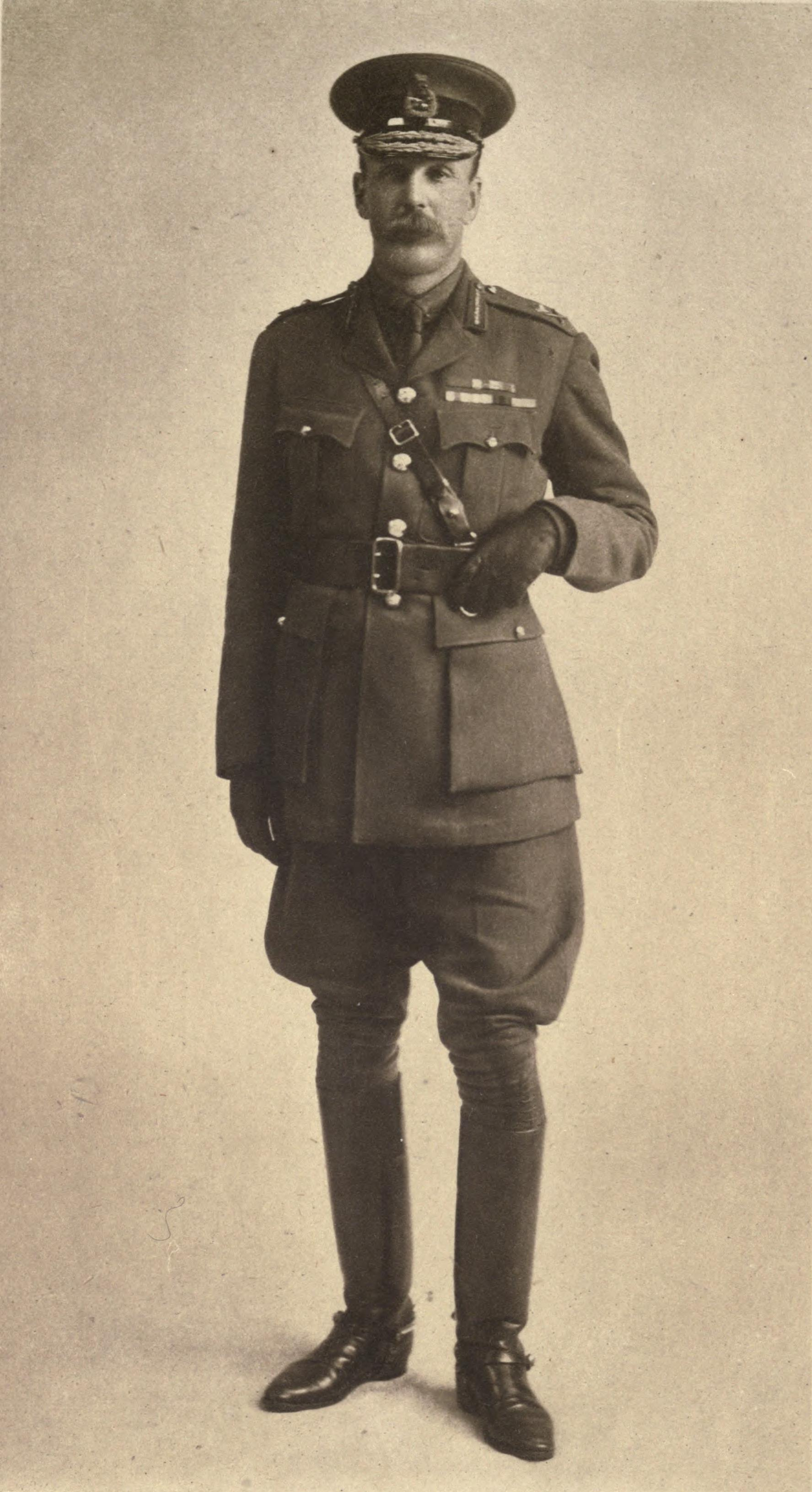
الجنرال ستانلي مود القائد البريطاني الذي دخل بغداد في سنة 1917

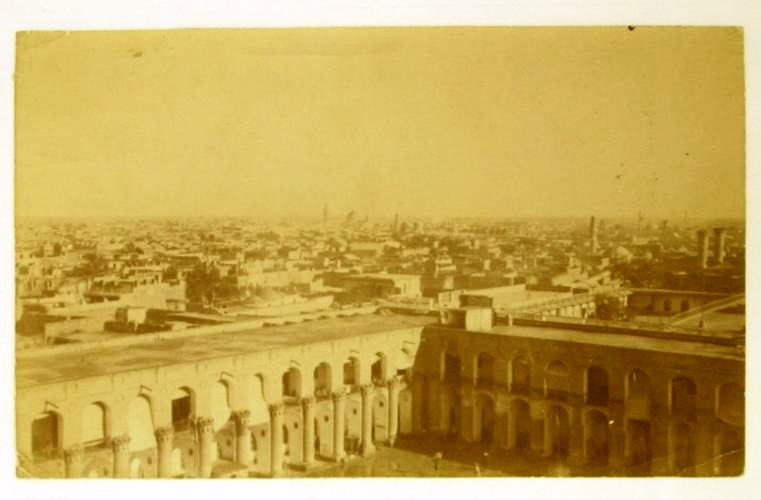
مشهد جوي لمدينة بغداد في عام 1917

في أواخر شهر شباط من سنة 1917 كانت القوات البريطانية قد وصلت إلى العزيزية والتي تقع إلى الجنوب الشرقي من مدينة بغداد. وفي يوم 5 أذار تحركت تلك القوات من العزيزية صوب مدينة بغداد وفي اليوم التالي الموافق 6 أذار أصدرت الدولة العثمانية أمراً بوجوب مغادرة الموظفين من مدينة بغداد فغادرها الكثير منهم بعد صدور الأمر. وفي مساء يوم 10 أذار اجتمع القادة العثمانيون برئاسة خليل باشا والي بغداد في كشك من خشب بالقرب من جسر الغرب الواقع في الجانب الغربي من بغداد ومعهم بعض الضباط الألمان. للمداولة في مواجهة القوات البريطانية وسرعان ماظهر الخلاف في الاجتماع إذ انقسم القواد إلى فريقين فريق يرى بوجوب الصمود والدفاع عن المدينة وكان يرأسهُ الوالي العثماني خليل باشا وفريق ثاني كان يرى بضرورة الانسحاب من المدينة قبل من أن تتمكن القوات البريطانية من تطويقهم ويضعوا بذلك الخيط والعصفور معا وكان يرأس هذا الفريق قائد الفيلق 18 كاظم بك. وقد احتدم النقاش بين الفريقين حول هذا الموضوع وبعد شد وجذب وافق خليل باشا على الانسحاب وأبرق إلى وزير الحربية أنور باشا يعلمه بالقرار الذي اتخذ. وبدأ الأتراك مع انسحابهم من المدينة بنسف كافة مخازن الذخيرة والمنشآت العسكرية والتي يمكن أن يستفيد العدو منها وقد عمت بغداد حالة من الفوضى والفلتان الأمني مع الانسحاب التركي وغياب وجود أي سلطة حقيقية في المدينة فأخذ الغوغاء بالقيام بعمليات السلب والنهب في أي مكان ممكن أن تطال ايديهم فيه. وفي صباح يوم 11 أذار دخلت القوات البريطانية مدينة بغداد ورفع العلم البريطاني على سطح القلعة القريبة من منطقة باب المعظم وبعد مرور 45 دقيقة نقل العلم إلى برج الساعة في ساحة القشلة ورفع هناك لأنه أكثر أرتفاعاً وبدأ الجنود البريطانيون بمطاردة اللصوص وذلك بإطلاق النار عليهم لإرهابهم وفي الساعة الرابعة والنصف من مساء ذلك اليوم وصلت إلى بغداد سبعة مراكب حربية تحمل الجنرال ستانلي مود وحاشيته فنزل الجنرال مود في دار القنصلية البريطانية الواقعة على النهر.

## جسور بغداد
- جسر قراره (كراره): افتتح في أيام الوالي مصطفى عاصم باشا في سنة 1889 وقد كان هذا الجسر مكون من عوامات خشبية.[132]
- جسر الخر أو المسعودي: افتتح في أيام الوالي عطاء الله باشا الكواكبي في يوم 28 شعبان 1315 هجري الموافق لعام 1897 ميلادي وقد سمي هذا الجسر بالجسر الحميدي ولكن عامة الناس اطلقوا عليه تسمية جسر الخر.[133]
- جسر بغداد: وقد شيد بأمر الوالي نامق باشا (الصغير) وفي يوم 26 جمادى الأولى 1320 هجري الموافق لسنة 1902 ميلادي نصب الجسر ومن المفارقة من أن الوالي نامق باشا قد عزل من منصبه كوالي بغداد يوم افتتاح الجسر وافتتح الجسر نيابة عن الوالي قاضي بغداد بصفته وكيلا للوالي.[134]

## أسماء الولاة العثمانيين في بغداد
| الاسم                                  | فترة حكمه                               |
| -------------------------------------- | --------------------------------------- |
| علي رضا باشا                           | 1831 - 1842                             |
| نجيب باشا                              | 1842 - 1849                             |
| عبد الكريم باشا                        | 1849 - 1850                             |
| محمد وجيه باشا                         | 1850 - 1851                             |
| نامق باشا (الكبير)                     | 1851 - 1852                             |
| رشيد باشا (الكوزلكلي)                  | 1852 - 1857                             |
| عمر باشا                               | 1858 - 1859                             |
| مصطفى نوري باشا                        | 1859 - 1861                             |
| أحمد توفيق باشا                        | 1861 - 1861 (دامت مدة ولايته سبعة أشهر) |
| نامق باشا (الكبير)                     | 1862 - 1867                             |
| تقي الدين باشا                         | 1867 - 1869                             |
| مدحت باشا                              | 1869 - 1872                             |
| رؤوف باشا                              | 1872 - 1873                             |
| رديف باشا                              | 1873 - 1875                             |
| عبد الرحمن باشا                        | 1875 - 1877                             |
| عاكف باشا                              | 1877 - 1878                             |
| قدري باشا                              | 1878 - 1878 (ثمانية أشهر)               |
| عبد الرحمن باشا                        | 1879 - 1880                             |
| تقي الدين باشا                         | 1880 - 1887                             |
| مصطفى عاصم باشا                        | 1887 - 1889                             |
| سري باشا                               | 1890 - 1891                             |
| حسن باشا                               | 1891 - 1896                             |
| عطاء الله باشا الكواكبي                | 1896 - 1899                             |
| نامق باشا (الصغير)                     | 1899 - 1902                             |
| أحمد فيضي باشا                         | 1902 - 1904                             |
| عبد الوهاب باشا                        | 1904 - 1905                             |
| عبد المجيد بك                          | 1905 - 1906                             |
| أبو بكر حازم بك                        | 1907 - 1908                             |
| ناظم باشا (الأول)                      | 1908 - 1908                             |
| نجم الدين بك                           | 1908 - 1909 (خمسة أشهر)                 |
| محمد فاضل باشا الداغستاني              | 1909 - 1909                             |
| شوكت باشا                              | 1909 - 1910                             |
| الفريق حسين ناظم باشا                  | 1910 - 1911                             |
| يوسف آكاه باشا                         | 1911 - 1911                             |
| جمال باشا                              | 1911 - 1912                             |
| علي رضا باشا                           | 1912 - 1912                             |
| محمد زكي باشا                          | 1912 - 1913                             |
| محمد فاضل باشا الداغستاني (أربعة أشهر) | 1913 - 1914                             |
| سليمان ناظف باي                        | 1915 - 1915                             |
| نور الدين باي                          | 1915 - 1915                             |
| خليل باشا                              | 1916 - 1917                             |